# سام إيفرت
سام إيفرت (17 يونيو 1901 في أستراليا - 10 أكتوبر 1970 في أستراليا) (بالإنجليزية: Sam Everett)‏ هو لاعب كريكت أسترالي. شارك مع منتخب أستراليا الوطني للكريكت. أما مع النوادي، فقد لعب مع فريق جنوب ويلز الجديد للكريكت ‏.

## وصلات خارجية
- سام إيفرت على موقع إي آس بي آن كريك إنفو (الإنجليزية)